# Salix laevigata
Espèce
Classification APG III (2009)
Statut de conservation UICN

 LC IUCN2.3 : Préoccupation mineure

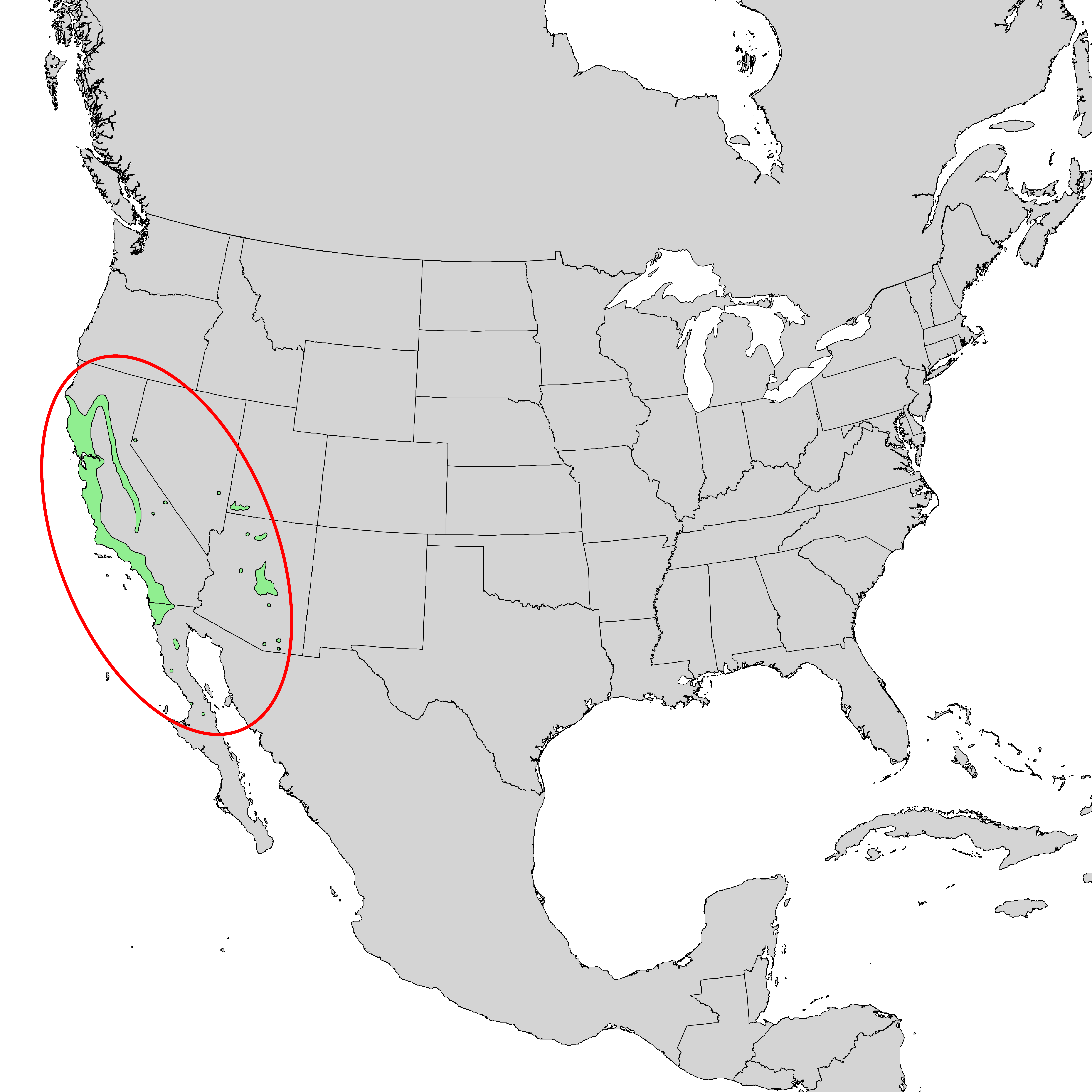
Distribution naturelle de Salix laevigata.

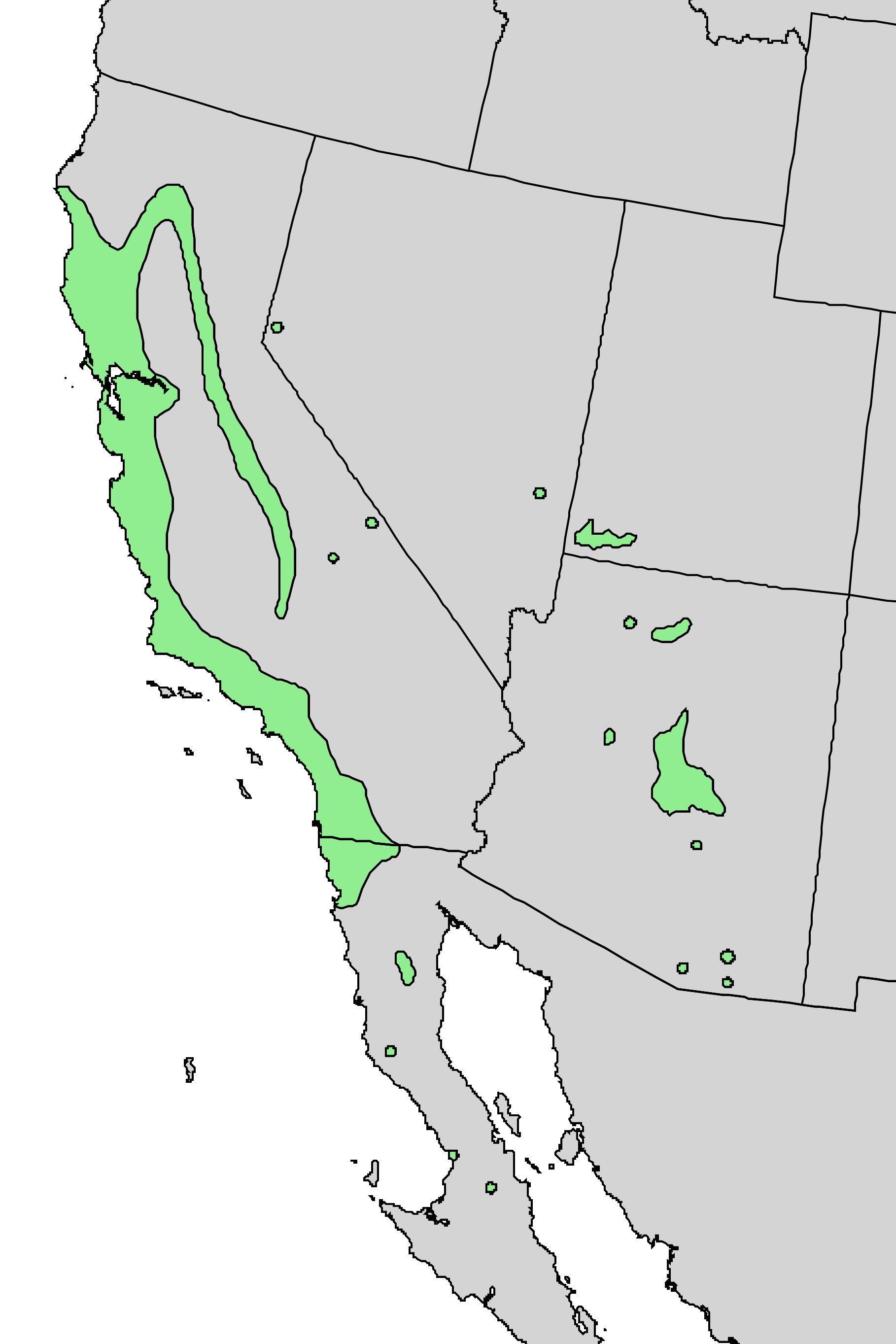

Salix laevigata, le Saule rouge, ((en) : red willow ou polished willow), est une espèce de plantes à fleurs de la famille des Salicaceae. C'est un saule natif du sud-ouest des États-Unis et du nord de la Basse-Californie.

## Description

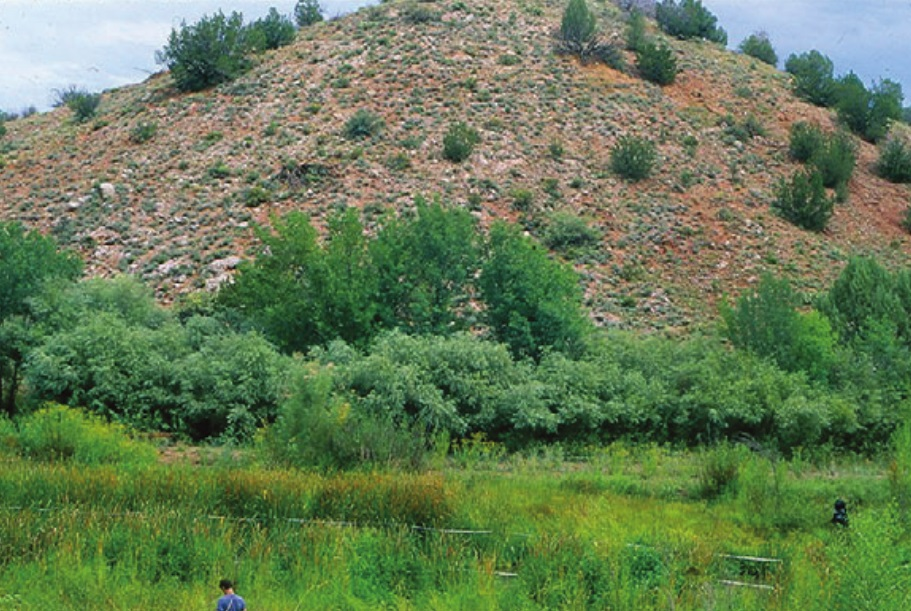
Implantation au pied d'une colline.

Le Saule rouge est un arbuste pouvant atteindre 1,30 m de haut. Comme la plupart des saules, il pousse sur les rives des cours d'eau et plus généralement dans des secteurs où l'humidité est importante.

## Distribution
L'arbuste se rencontre le long de la Baja California et au nord de la Californie jusqu'à Cap Mendocino. Il apparait également à l'est de la Vallée de San Joaquin sur les collines de l'ouest de la Sierra Nevada. Il n'est pas présent dans la Central Valley.
De petites populations sont citées en Oregon, dans le Nevada, et au Nouveau-Mexique. En Arizona, il peut être rencontré dans la zone de transition du Rim de Mogollon et au centre du Grand Canyon. Sa distribution s'étend vers le Virgin River canyon, du sud-ouest de l'Utah.

## Ethnobotanique
Le Kutenai appelait le "Saule rouge" mukwuʔk, et on l'utilisait en vannerie.